# Rio Groapa Nedeuţa
O Rio Groapa Nedeuţa é um rio da Romênia, afluente do Valea Boului, localizado no distrito de Hunedoara.